# 菊池市立龍門小学校
菊池市立龍門小学校（きくちしりつ りゅうもんしょうがっこう）は、熊本県菊池市龍門にあった小学校。

## 沿革
中山小学校
- 1874年(明治7年)4月 - 公立中山小学校創立
- 1887年(明治20年)4月 - 尋常龍門小学校中山支校と改称。
- 1893年(明治26年)4月 - 龍門尋常小学校中山分教室と改称
- 1898年(明治31年)12月 - 中山尋常小学校として独立
- 1941年(昭和16年)4月 - 中山国民学校と改称
- 1947年(昭和22年)4月 - 龍門村立中山小学校と改称
- 1956年(昭和31年)9月1日 - 菊池町立中山小学校と改称
- 1958年(昭和33年)8月1日 - 菊池市立中山小学校と改称
- 1980年(昭和55年)4月1日 - 龍門小学校へ統合

龍門小学校
- 1874年(明治7年)11月 - 公立雪野小学校、公立竜門小学校、小木小学校創立
- 1887年(明治20年)4月 - 名義上、雪野小学校は尋常龍門小学校と合併し、中山尋常小学校を支校とする
- 1893年(明治26年)4月 - 雪野尋常小学校独立。小木支校を分教場とする。
- 1898年(明治31年)12月 - 小木尋常小学校独立
- 1909年(明治42年)10月 - 雪野尋常小学校、尋常龍門小学校が統合し、龍門尋常小学校となる。
- 1916年(大正5年)4月 - 龍門尋常高等小学校と改称
- 1939年(昭和14年)4月 - 小木尋常高等小学校を分校とする。
- 1941年(昭和16年)4月 - 龍門国民学校と改称
- 1947年(昭和22年)4月 - 龍門村立龍門小学校と改称
- 1956年(昭和31年)9月1日 - 菊池町立龍門小学校と改称
- 1958年(昭和33年)8月1日 - 菊池市立龍門小学校と改称
- 1980年(昭和55年)4月 - 小木分校と菊池市立中山小学校を統合
- 2013年(平成25年)3月 - 菊池市立菊池北小学校へ統合

## クラブ活動
- 運動部

- 文化部

## 学校周辺
- 龍門発電所
- 大分県道・熊本県道133号鯛生菊池線